# Jasp
Jaspul este o varietate de cuarț cu structură microcristalină care aparține clasei oxizi, cu un raport de amestec metal:oxigen de 1:2. Mineralul este înrudit cu calcedonia, uneori acestea două apărând drept concrescențe.

## Etimologie
Cuvântul jasp (latină iaspis - piatră stropită] se presupune că ar fi de origine egipteană sau persană (yashp).

## Varietăți de culoare
- „Achatjaspis” (Jaspachat) varietate galbenă brună
- „Jasp egiptean”  varietate galben-ocru, brună, roșu-cărămiziu
- „Jasp band” varietate cenușie, verde, roșie și brună
- „Basanit” varietate microcristalină neagră
- „Kellerwaldachat” varietate albă, roșie
- „Mookait”  varietate roză fumurie din Australia
- „Jasp de Nunkirchen”  varietate alb-cenușie, gălbui colorat frecvent cu albastru de Berlin pentru a imita Lapislazuli
- „Jasp de porțelan”  este rar a fost găsit în landul Hessa, Germania
- „Jasp vărgat” o varietate brună dungată cu benzi de culoare brună închisă.

## Galerie de imagini

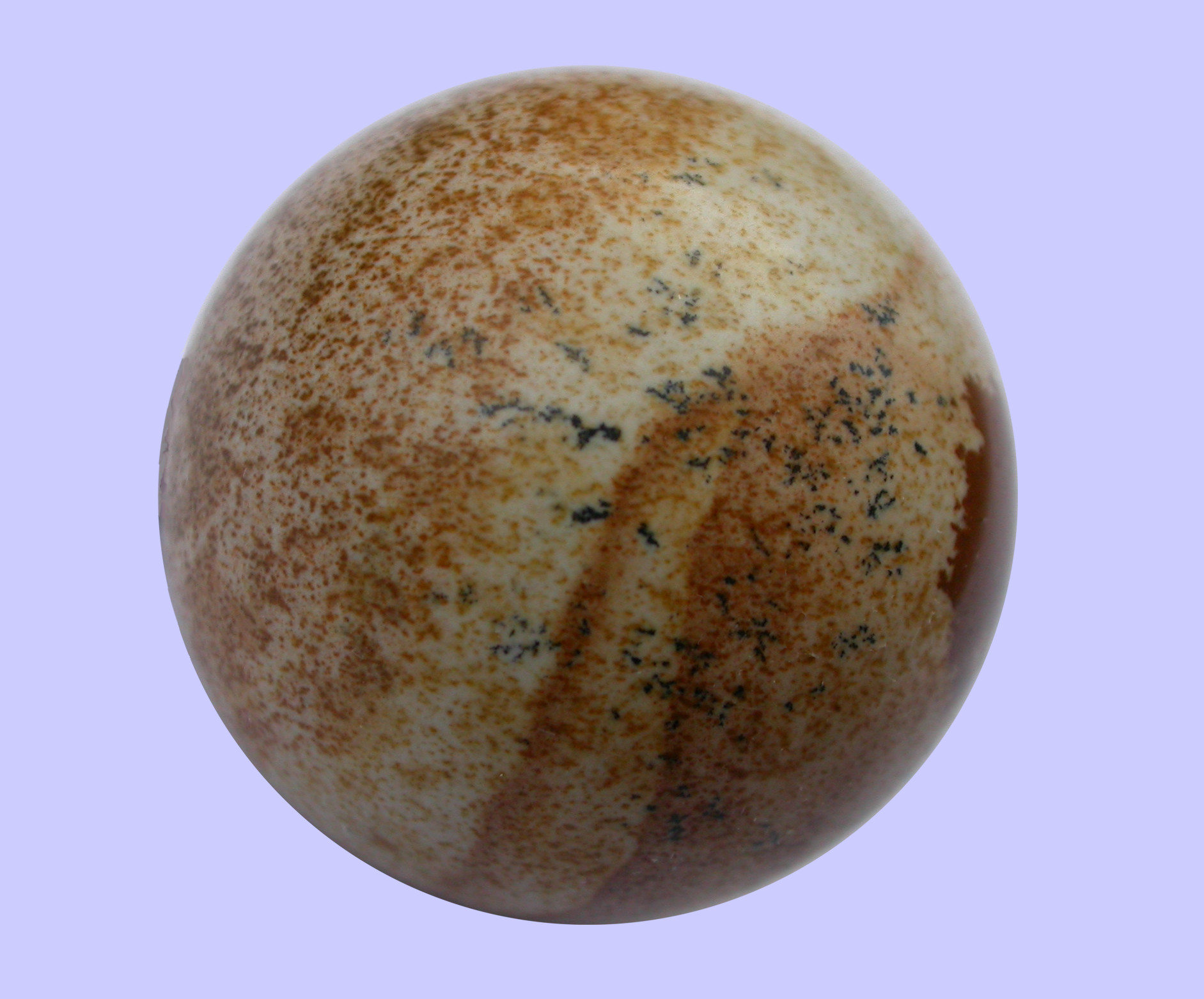
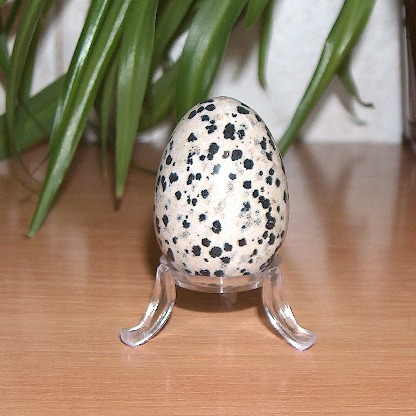